# Коефіцієнт запасу
Коефіціє́нт запа́су — В процесі експлуатації освітлювальної устави (ОУ) можливий спад створюваної нею освітленості. Для компенсації цього спаду при проектуванні ОУ вводиться коефіцієнт запасу (Кз). Цей коефіцієнт враховує зниження КПО і освітленості в процесі експлуатації унаслідок забруднення і старіння світлопрозорих заповнень в світлових отворах, джерел світла і світильників, а також зниження властивостей поверхонь приміщення, що відбивають.
Значення Кз, регламентується ДБН (СНиП), коливаються в межах 1,3—2 для промислових ОУ і 1,3-1,5 для ОУ громадських споруд.